# Ponedele
Ponedele (też Pondel, lit. Pandėlys) – miasto na Litwie, położone w okręgu poniewieskim, 26 km od Rakiszek w rejonie rakiszańskim.

## Historia
W XVII w. miejscowość należała do Rajeckich, później Chreptowiczów, od których kupili je w roku 1767 Kościałkowscy będąc właścicielami do I wojny światowej.
Tu urodził się Marian Zyndram-Kościałkowski - premier RP w latach 1935–36.

## Zabytki
- zachowały się fundamenty i piwnice drewnianego dworu oraz zabudowania gospodarcze, otoczone  parkiem o pow. ok. 5 ha.
- kościół katolicki, klasycystyczny z 1801 r. ufundowany przez Kościałkowskich.